# Jbel Bou Naceur
Lo Jbel Bou Naceur (3.356 m s.l.m.) è la montagna più alta del Medio Atlante nella catena montuosa dell'Atlante. Si trova in Marocco (nella regione di Fès-Meknès).